# Isabelle Seguin
 (décembre 2023).
Si vous disposez d'ouvrages ou d'articles de référence ou si vous connaissez des sites web de qualité traitant du thème abordé ici, merci de compléter l'article en donnant les références utiles à sa vérifiabilité et en les liant à la section « Notes et références ».
Pour les articles homonymes, voir Seguin.
Isabelle Seguin (née à Neuilly-sur-Seine le 13 avril 1954 et morte à Paris 14e le 20 mai 2012) est une éditrice française.  

## Biographie
Après des études de philosophie Isabelle Seguin travaille chez Ramsay à la fin des années 1970. Jusqu'en 1987, elle est journaliste d'abord dans le magazine Elle, puis comme pigiste dans divers magazine féminins, et notamment Marie Claire. Elle participe aux côtés de Georges-Marc Benamou au lancement du magazine Globe en 1986. En 1987 elle s'oriente vers l'édition. Elle est alors recrutée par Jean Etienne Cohen-Séat alors président de Calmann-Lévy. Elle y publie son premier grand succès : Le Ras-le bol des superwomen (1988) écrit par son amie Michèle Fitoussi. 
En 2001, elle prend la direction de Hachette Littérature. Elle y embauche Guillaume Allary et Charles Pépin qui créent la collection La Fouine, puis La Fouine illustrée (roman graphique) publiant Faïza Guène, Kiffe kiffe demain, et Riad Sattouf, Retour au collège. En 2009, Hachette fond Hachette Littérature dans Fayard et intègre la collection de poche Pluriel, spécialisée dans les sciences humaines, au sein de la maison d'histoire et de littérature générale dirigée par Olivier Nora avant de devenir directrice littéraire chez Fayard. Elle a publié Serge Hefez, François Reynaert, Marie-Françoise Colombani, Roland Cayrol.

## Liens
- Mort de l'éditrice, Lemonde.fr